# Château Margaux

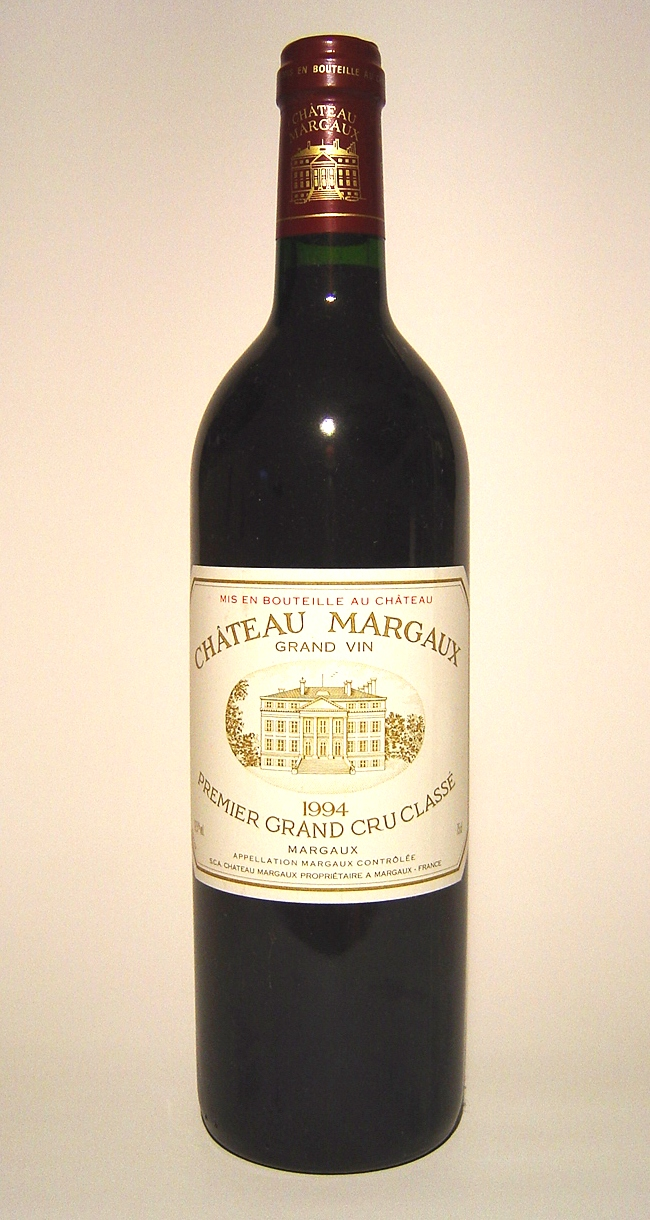
Château Margaux 1994.

Château Margaux är vinproducent från kommunen Margaux, i Bordeaux, Frankrike. Gården erhöll den förnämsta utmärkelsen 1er cru classé i 1855 års franska vinklassificering och har sedan dess varit ett av världens mest eftertraktade viner.
Vingården omfattar totalt 262 hektar, varav 87 hektar klassificerad som Margaux AOC. Odlingarna omfattar 75 % Cabernet Sauvignon, 20 % Merlot, och sammanlagt 2 % Cabernet Franc och Petit Verdot. Dessutom odlas en del stockar Sauvignon blanc för det vita vinet Pavillon Blanc.
Gården producerar tre viner:
- Château Margaux, Grand vin - flaggskeppet.
- Pavillon Rouge du Château Margaux, andravinet som utgörs av druvor som ratats till förstavinet.
- Pavillon Blanc du Château Margaux, ett torrt vitt vin